# CAF Supercup 2010
De CAF Supercup 2010 was een wedstrijd tussen de winnaar van de CAF Champions League 2009, TP Mazembe uit Congo-Kinshasa, en de winnaar van de CAF Confederation Cup 2009, Stade Malien uit Mali.

## Wedstrijd informatie
|                  |                         |       |              |                                                                                                  |
| 21 februari 2010 | TP Mazembe              | 2 – 0 | Stade Malien | Stade de la Kenya, Lubumbashi Toeschouwers: 35.000 Scheidsrechter: Rajindraparsad Seechurn (MAU) |
| 21 februari 2010 | Sunzu 15' Singuluma 80' |       |              | Stade de la Kenya, Lubumbashi Toeschouwers: 35.000 Scheidsrechter: Rajindraparsad Seechurn (MAU) |